# Kostel Narození Panny Marie (Konice)
Kostel Narození Panny Marie je farní kostel v Konici vystavěný v 16. století a barokně přestavěný na začátku 18. století. Kostel je zapsán na seznam kulturních památek ČR.

## Architektura
Jde o prostou přibližně orientovanou jednolodní stavbu s odsazeným kněžištěm, k němuž ze severu přiléhá kaple (pův. sakristie) s oratoří v patře, z jihu čtyřboká sakristie. Loď má obdélníkový půdorys, v ose stavby je předsazená hranolová věž s trezorovou místností v 1. patře. Kněžiště je zaklenuto valeně, s výsečemi a lunetovým závěrem, loď je zaklenuta valeně s výsečemi mezi pásy. V západní části lodi je hudební kruchta. 